# Rufalda absolutella
Rufalda absolutella är en fjärilsart som beskrevs av Ulrich Roesler 1972. Rufalda absolutella ingår i släktet Rufalda och familjen mott. Inga underarter finns listade i Catalogue of Life.